# 马头水库 (易县)
马头水库是中国河北省保定市易县境内的一座水库，位于大清河系北易水河上，建于1960年。水库正常库容为490万立方米，集雨面积为49平方千米，海拔为41米。